# Вонсево (гміна)
Гміна Вонсево (пол. Gmina Wąsewo) — сільська гміна у центральній Польщі. Належить до Островського повіту Мазовецького воєводства.
Станом на 31 грудня 2011 у гміні проживало 4522 особи.

## Площа
Згідно з даними за 2007 рік площа гміни становила 119.20 км², у тому числі:
- орні землі: 71.00%
- ліси: 24.00%

Таким чином, площа гміни становить 9.73% площі повіту.

## Населення
Станом на 31 грудня 2011:
| Опис     | Загалом | Загалом | Чоловіки | Чоловіки | Жінки | Жінки |
| -------- | ------- | ------- | -------- | -------- | ----- | ----- |
| одиниця  | осіб    | %       | осіб     | %        | осіб  | %     |
| все      | 4522    | 100     | 2280     | 50.42    | 2242  | 49.58 |
| міське   | 0       | 100     | 0        |          | 0     |       |
| сільське | 4522    | 100     | 2280     | 50.42    | 2242  | 49.58 |

## Сусідні гміни
Гміна Вонсево межує з такими гмінами: Ґоворово, Длуґосьодло, Острув-Мазовецька, Червін.